# Paula Wessely
Paula Wessely, nata Paula Anna Maria Wessely (Vienna, 20 gennaio 1907 – Vienna, 11 maggio 2000), è stata un'attrice e produttrice cinematografica austriaca.
Iniziò la sua carriera a teatro. Sposata all'attore Attila Hörbiger, a fianco del quale apparve spesso sullo schermo, alla fine degli anni trenta diventò una delle attrici più note e familiari del cinema di area tedesca.

## Biografia
Nata a Vienna nel 1907, figlia di un macellaio e di una ex ballerina, da ragazza Paula Wessely aiutava in casa lavorando alla cassa della macelleria, ma sognava di diventare attrice come lo era sua zia, Josephine Wessely, un nome abbastanza noto delle scene teatrali viennesi. Consigliata dalla sua insegnante di scuola, Paula studiò recitazione con una ex attrice ungherese, Valerie Gray, riuscendo a superare gli esami per entrare all'Università per la musica e le arti interpretative di Vienna, dove poté seguire i corsi di Max Reinhardt.
Esordì all'età di 16 anni al Deutsches Volkstheater di Vienna, mostrando già doti drammatiche di ottimo livello e acquisendo, con il passare degli anni, un repertorio vastissimo di interpretazioni che spaziava da Čechov, a Shakespeare, Frank Wedekind, Lessing, Shaw, Gerhart Hauptmann.
Nella sua prima maturità sperimentò anche il cinema, ottenendo un successo immediato in Mascherata (1934) di Willi Forst, primo di una lunga serie di film, probabilmente non comparabili, in quanto a rilevanza, al suo talento.
L'anno dopo, nel 1935, vinse la Coppa Volpi per la migliore interpretazione femminile alla Mostra Internazionale d'Arte Cinematografica per Episodio, film di Walter Reisch. Diventò in poco tempo una delle attrici di punta del cinema austriaco e dell'UFA, nel panorama cinematografico dell'anteguerra.

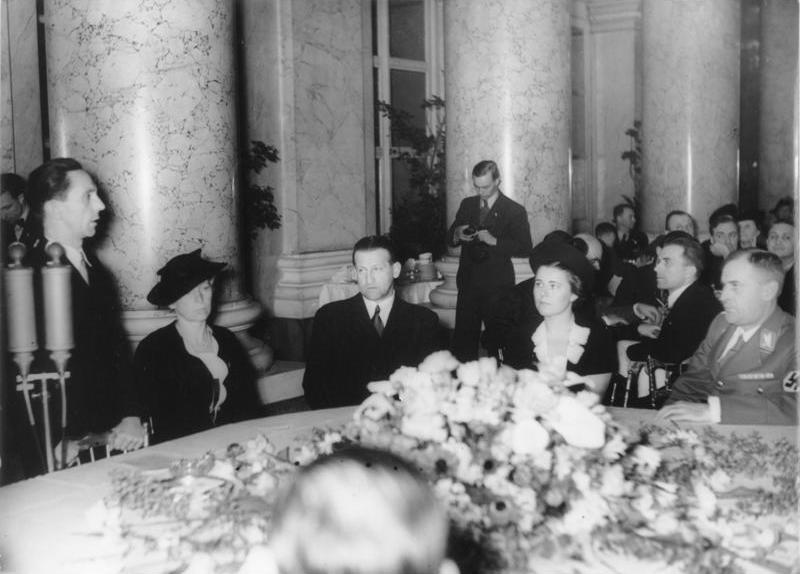
Vienna, 30 marzo 1938: incontro con il ministro Goebbels (al centro Paula Wessely)

Sempre nel 1935, si sposò con Attila Hörbiger, un attore austriaco più anziano di lei di undici anni, con il quale condividerà tutta la vita, lavorando insieme a lui anche sulle scene. La coppia ebbe tre figlie, Elisabeth Orth (nata nel 1936), Christiane Hörbiger (nata nel 1938) e Maresa Hörbiger (nata nel 1945), che divennero tutte e tre attrici. Christiane in particolare diventò una delle più popolari attrici del cinema tedesco e austriaco.
La partecipazione di Paula Wessely al film di propaganda anti-polacco Heimkehr (1941) verrà molto criticata nel dopoguerra. Negli anni cinquanta creò la Paula Wessely Filmproduktion, una propria casa di produzione che, in nove anni, produsse undici pellicole.
Tornata al teatro, l'attrice lavorò principalmente al Burgtheater di Vienna (si ritirerà dalle scene oltre 40 anni dopo, nel 1987). Lavorò ancora saltuariamente per il cinema e poi anche per la televisione negli anni settanta e ottanta.
Trascorse gli ultimi anni da sola nella sua città natale, a Vienna, soffrendo di depressione per la morte del marito, con il quale aveva vissuto per 52 anni. Nel maggio del 2000 Paula Wessely, dopo un acuto attacco di bronchite, morì all'età di 93 anni.
Le sue ceneri vennero tumulate due settimane più tardi accanto al marito nel cimitero di Grinzing.

## Premi e riconoscimenti
- 1949 - Anello Max Reinhardt
- 1954 - Sascha Kolowrat-Preis del Ministero austriaco della pubblica istruzione
- 1960 - Medaglia Josef Kainz
- 1963 - Croce d'onore austriaca per l'arte e la scienza
- 1967 - Medaglia d'oro della città di Vienna

## Filmografia
La filmografia è completa.

### Attrice
- Mascherata (Maskerade), regia di Willi Forst (1934)
- Così finì un amore (So endete eine Liebe), regia di Karl Hartl (1934)
- Episodio (Episodio), regia di Walter Reisch (1935)
- La figlia del vento (Ernte o Die Julika (titolo riedizione), regia di Géza von Bolváry (1936)
- Die ganz großen Torheiten, regia di Carl Froelich (1937)
- Rinuncia (Spiegel des Lebens), regia di Géza von Bolváry (1938)
- Maria Ilona, regia di Géza von Bolváry (1939)
- Per tutta una vita (Ein Leben lang), regia di Gustav Ucicky (1940)
- Heimkehr, regia di Gustav Ucicky (1941)
- Non ti lascio più (Späte Liebe), regia di Gustav Ucicky (1943)
- Die kluge Marianne, regia di Hans Thimig (1943)
- Das Herz muß schweigen, regia di Gustav Ucicky (1944)
- La casa dell'angelo (Der Engel mit der Posaune), regia di Karl Hartl (1948)
- Vagabondi dell'amore (Vagabunden o (titolo tedesco, Vagabunden der Liebe), regia di Rolf Hansen (1949)
- Cordula, regia di Gustav Ucicky (1950)
- Maria Theresia, regia di Emil E. Reinert (1951)
- Ich und meine Frau, regia di Eduard von Borsody (1953)
- Das Licht der Liebe o Wenn du noch eine Mutter hast, regia di Robert A. Stemmle (1954)
- Weg in die Vergangenheit, regia di Karl Hartl (1954)
- Die Wirtin zur Goldenen Krone, regia di Theo Lingen (1955)
- Noch minderjährig, regia di Georg Tressler (1957)
- Processo a porte chiuse (Anders als du und ich / Das dritte Geschlecht), regia di Veit Harlan (1957)
- Die unvollkommene Ehe, regia di Robert A. Stemmle (1959)
- Der Bauer als Millionär, regia di Rudolf Steinboeck (1961)
- Jedermann, regia di Gottfried Reinhardt (1961)

### Tv
- Das weite Land, regia di Ernst Lothar (1960)
- Eine Frau ohne Bedeutung, regia di Wolfgang Glück (1964)
- Fast ein Poet, regia di Peter Loos (1968)
- Rumpelstilz, regia di Peter Beauvais (1969)
- Nichts als Erinnerung, regia di Michael Kehlmann (1974)
- Glückssachen, regia di Peter Patzak (1977)
- Der große Karpfen Ferdinand und andere Weihnachtsgeschichten, regia di Alfred Weidenmann (1978)
- Augenblicke - 4 Szenen mit Paula Wessely, regia di Wolfgang Glück (1979)
- Der Unbestechliche (1984)

### Produttrice
- Rinuncia (Spiegel des Lebens), regia di Géza von Bolváry - produttrice esecutiva (1938)
- Cordula, regia di Gustav Ucicky - produttrice (1950)
- Maria Theresia, regia di Emil E. Reinert - produttrice (1951)
- Das Licht der Liebe o Wenn du noch eine Mutter hast, regia di Robert A. Stemmle - produttrice esecutiva non accreditata (1954)
- Weg in die Vergangenheit, regia di Karl Hartl - produttrice (1954)
- Die Wirtin zur Goldenen Krone, regia di Theo Lingen - produttrice esecutiva (1955)
- Liebe, die den Kopf verliert, regia di Thomas Engel - produttrice (1956)
- Noch minderjährig, regia di Georg Tressler - produttrice (1957)
- Die unvollkommene Ehe, regia di Robert A. Stemmle - produttrice esecutiva (1959)

### Film o documentari dove appare Paula Wessely
- Wir erinnern uns gern, regia di Werner Malbran - sé stessa (1941)
- Leckerbissen, regia di Werner Malbran - sé stessa (1948)
- Der große Zauberer - Max Reinhardt (documentario tv), regia di Gottfried Reinhardt - sé stessa (1973)
- Sterne die vorüberzogen (documentario tv), regia di Herman Weigel - sé stessa (1977)
- Meine Schwester Maria (documentario), regia di Maximilian Schell - sé stessa (2002)
- Das Wiener Burgtheater (documentario tv), regia di Erna Cuesta - sé stessa (2004)
- Der ewige Dienstmann - Hans Moser im Porträt (documentario tv), regia di Wolfgang Liemberger - sé stessa (2010)

## Doppiatrici italiane
- Giovanna Scotto in Mascherata, Così finì un amore